# Joel Courtney
Joel Dabney Courtney (Monterey, 31 gennaio 1996) è un attore statunitense conosciuto soprattutto per il ruolo di Joseph "Joe" Lamb nel film di J. J. Abrams Super 8, di cui ha ricevuto plauso dalla critica e un Saturn Award. È conosciuto anche per il ruolo di Lee Flynn nella serie di film The Kissing Booth.

## Biografia
Courtney è nato a Monterey, California, il 31 gennaio 1996 e vive a Moscow, nell'Idaho. I suoi genitori, Carla e Dale Courtney, sono entrambi insegnanti in una scuola privata a Moscow. Joel è il minore di quattro figli: ha due fratelli maggiori, Caleb e Josh, ed una sorella maggiore Chantelle. Nel 2010 Joel, allora quattordicenne, partì per un viaggio a Los Angeles per andare a trovare uno dei suoi fratelli, che abitava lì dopo essersi trasferito per intraprendere il ruolo di attore, durante la prima settimana di chiusura della scuola per le vacanze estive, dove sperava di ottenere la parte in una pubblicità e guadagnare 100 dollari.

## Vita privata
È legato sentimentalmente alla consulente di bellezza Mia Scholink; la coppia è fidanzata ufficialmente dal 2017 ed il 27 settembre 2020 si è sposata a Phoenix.

## Carriera
Il direttore del casting Patti Kalles avvisò Courtney dell'audizione per il film della Paramount Pictures Super 8, co-prodotto, scritto e diretto da J. J. Abrams e prodotto da Steven Spielberg e Bryan Burk. Dopo 11 richiami, Courtney ha ottenuto il ruolo del protagonista del film, Joseph "Joe" Lamb.
Il film venne distribuito il 10 giugno 2011 e tratta di un gruppo di bambini che sono costretti a trattare con strane avvenimenti nella loro piccola città. Il 26 luglio 2012 Courtney vinse un Saturn Award for Best Performance by a Younger Actor per il suo ruolo in Super 8.
Nell'agosto 2011, Courtney ha girato Tom Sawyer & Huckleberry Finn in Bulgaria, un adattamento del romanzo Le avventure di Tom Sawyer di Mark Twain. Courtney interpreta il personaggio di Tom Sawyer mentre Jake T. Austin quello di Huckleberry Finn. Scritto e diretto da Jo Kastner, il film venne prodotto da Weinhart e Kastner.
Sempre nell'estate del 2011 è protagonista dello spot televisivo del romanzo The Dragon's Tooth di N. D. Wilson.
Insieme a Isabelle Fuhrman (Orphan), Courtney ha recitato nel film thriller/horror Don't Let Me Go, nel quale interpreta il ruolo di un adolescente scontento che si unisce a suo padre in campeggio solo per avere un run-in con le forze ultraterrene. Il film è stato girato dal mese di settembre a ottobre del 2011 nella Carolina del Nord.
Nella primavera del 2012 Courtney ha girato per la Fox TV il film Rogue, diretto da Brett Ratner.
Nel novembre del 2012 Courtney ha recitato in Mercy, pellicola basata su un racconto di Stephen King, prodotta dalla Blumhouse Productions e distribuita dalla Universal Studios. Mercy, girato nella Simi Valley, in California dal gennaio al febbraio 2013, venne rilasciato in DVD e VOD il 7 ottobre 2014.
Nell'aprile 2013 Courtney ha recitato in Dear Eleanor, un film sul tema del passaggio all'età adulta su due migliori amiche (Isabelle Fuhrman e Liana Liberato) in viaggio attraverso gli Stati Uniti del 1962 per incontrare la loro eroina d'infanzia, Eleanor Roosevelt. Il film venne prodotto dalla Appian Way Productions di Leonardo DiCaprio.
Nel luglio 2013 Courtney ha recitato nel film Sins of our Youth, storia di quattro adolescenti che accidentalmente uccidono un giovane ragazzo. Gli altri attori protagonisti del film furono Lucas Till (X-Men - L'inizio) e Ally Sheedy (Breakfast Club).
Nel 2014 Courtney ha recitato nella serie televisiva The Messengers insieme a Shantel VanSanten (One Tree Hill), Diogo Morgado (Son of God), Sofia Black D'Elia (Skins) e J. D. Pardo (Revolution).
Nell'agosto del 2014 Courtney ha recitato nel film The River Thief insieme al cantautore country Tommy Cash, Paul Johansson (One Tree Hill) e Bas Rutten.
Nell'ottobre 2015 è entrato a far parte del cast del film Replicate, nel quale recita accanto a Cam Gigandet e Calum Worthy. Il film è attualmente in fase di post-produzione.
Nell'aprile 2017, Courtney è entrato a far parte del cast del film F*&% the Prom, nel quale recita accanto a Danielle Campbell (The Originals) e Cameron Palatas (Pass the Light). Il film è attualmente in fase di post-produzione.

## Filmografia

### Cinema
- Super 8, regia di J. J. Abrams (2011)
- Spare Time Killers, regia di Jay Tando (2012)
- Don't Let Me Go, regia di Giorgio Serafini (2013)
- Mercy, regia di Peter Cornwell (2014)
- Sins of Our Youth, regia di Gary Entin (2014)
- Tom Sawyer & Huckleberry Finn, regia di Jo Kastner (2015)
- Dear Eleanor, regia di Kevin Connolly (2016)
- The River Thief, regia di N.D. Wilson (2016)
- F the Prom, regia di Benny Fine (2017)
- Assimilate, regia di John Murlowski (2017)
- The Kissing Booth, regia di Vince Marcello (2018)
- The Kissing Booth 2, regia di Vince Marcello (2020)
- L'uomo vuoto - The Empty Man (The Empty Man), regia di David Prior (2020)
- The Kissing Booth 3, regia di Vince Marcello (2021)
- Jesus Revolution, regia di Jon Erwin (2023)
- Players, (2024)

### Televisione
- R.L. Stine's The Haunting Hour – serie TV, episodi 2x01 e 2x02 (2011)
- Rogue – film TV (2012)
- The Messengers – serie TV, 13 episodi (2014-2015)
- Agents of S.H.I.E.L.D. – serie TV, episodio 3x16 (2016)
- APB - A tutte le unità (APB) – serie TV, episodio 1x06 (2017)

## Riconoscimenti
- Saturn Award
  - 2012 - Miglior attore emergente per Super 8
- Teen Choice Awards
  - 2011 - Candidatura al miglior attore emergente in un film per Super 8
  - 2011 - Candidatura alla miglior alchimia per Super 8
- Phoenix Film Critics Society Awards
  - 2011 - Candidatura al miglior attore emergente per Super 8
  - 2011 - Miglior cast per Super 8
- Young Artist Award
  - 2012 - Candidatura al miglior giovane attore per Super 8
  - 2012 - Candidatura al miglior cast per Super 8

## Doppiatori italiani
Nelle versioni in italiano delle opere in cui ha recitato, Joel Courtney è stato doppiato da:
- Manuel Meli in Super 8, The Messangers, Jesus Revolution
- Jacopo Bonanni in The Kissing Booth, The Kissing Booth 2, The Kissing Booth 3
- Mattia Nissolino in Agents of S.H.I.E.L.D.